# Shakuhachi
Shakuhachi (尺八 (しゃくはち)? ɕakɯhatɕi) indica genericamente i flauti dritti giapponesi.
Lo strumento moderno presenta cinque fori digitali, quattro anteriori e uno posteriore. Dello shakuhachi si usano dieci taglie: la più piccola di circa 39 cm, la maggiore di 91 cm. Il modello più diffuso, di 54,5 cm, produce come nota di base Re4 e ha un'estensione di oltre due ottave e mezza.

## Storia
Il flauto di bambù arrivò in Giappone dalla Cina durante il VI secolo d.C. Lo shakuhachi, tuttavia, è leggermente differente dalla sua controparte cinese, da cui esso deriva, per via di secoli di evoluzione isolata in Giappone.
Insieme al koto e allo shamisen, lo shakuhachi è stato protagonista della musica del periodo Edo (1603-1867). Infatti, pur se apparso nel contesto buddhista, esso trova diffusione anche in àmbito secolare, sia come strumento solistico che in ensemble con i già citati cetra e il liuto.
Tutt'oggi lo shakuhachi continua ad essere al centro della pratica tradizionale. La due scuole principali sono la Kinko, fondata nel XVIII secolo, e la Tozan, creata nel 1896. Il repertorio si divide tra honkyoku, pezzi sviluppati come forma di meditazione da parte di monaci Zen, e gaikyoku, brani inizialmente esterni al repertorio per shakuhachi.
Già alla fine degli anni Venti del XX secolo, lo shakuhachi raccoglie l'attenzione di musicisti che tentano di unire strumenti giapponesi con elementi occidentali. Ne è primo esempio Haru no umi (1929), duo per shakuhachi e koto, composto da Miyagi Michio (1894-1956). Nel 1967 Takemitsu Tōru (1930-1996) scriverà invece November Steps, per shakuhachi, biwa (liuto a manico corto) e orchestra occidentale.